# Giovanni Andrea dell'Anguillara
Giovanni Andrea dell'Anguillara (né v. 1517 à Sutri, dans l'actuelle province de Viterbe, dans le Latium, alors dans les États pontificaux, et mort dans la même ville v. 1572) est un poète italien de la Renaissance.

## Biographie
Issu d’un rameau de la famille Anguillara, Giovanni Andrea dell'Anguillara fréquente à Rome, l’Accademia dello Sdegno où il effectue son apprentissage en poésie. Il passe ensuite au service du cardinal Farnese à Parme. Il va ensuite à Venise puis à Paris. Là, il publie en 1554 une traduction partielle en vers octosyllabiques des Métamorphoses d’Ovide dédiée à Henri II. De retour en Italie en 1560, il fréquente la cour de Cosme de Médicis et en 1561 il termine la traduction d’Ovide et entreprend celle de l’Énéide, dont il traduira les trois premiers livres. Il écrit également une comédie Amphitrion et une tragédie Œdipe (Venise, 1565).

## Œuvres

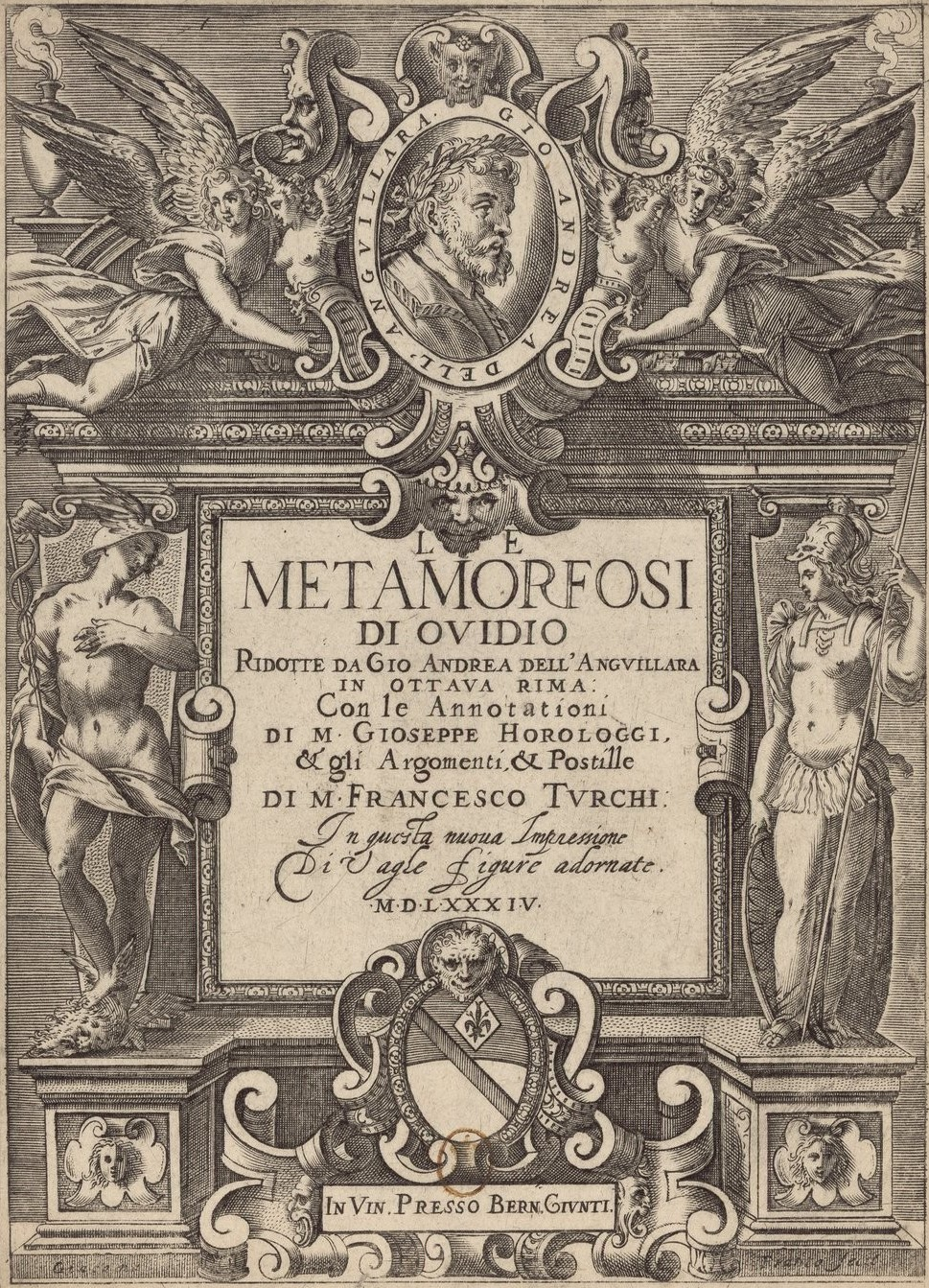
Page de titre de la traduction italienne par Giovanni Andrea dell'Anguillara des Métamorphoses d'Ovide, édition de 1584.

Sa traduction des Métamorphoses en ottava rima a joui et jouit encore en Italie d’une grande réputation. Benedetto Varchi l’a mise au-dessus même du poème original. C’est plutôt une paraphrase qu’une traduction exacte. En a-t-on fait un grand nombre d’éditions. La première, qui ne contenait que les trois premiers livres, fut faite à Paris, 1554, in-4°, et dédiée au roi Henri II. On en fit une complète à Venise en 1561, in-4°, que le libraire dédia au roi de France Charles IX ; mais le nom de Henri II est constamment resté dans la seconde octave du poème, que l’auteur eut toujours l’intention de lui dédier en entier. La meilleure édition est celle des Giunti, Venise, 1584, in-4°, avec les figures de Jacopo Franco, les remarques d’Orologi, les arguments et les petites notes en marge de Turchi. Elle a été réimprimée, par les mêmes, en 1592. L’Anguillara avait aussi commencé une traduction de l’Énéide. Le premier livre fut imprimé à Padoue en 1564, in-4° ; mais l’ouvrage en resta là, soit par la mort de l’auteur, soit par tout autre motif. On a encore de lui :
- Edipo, tragédie en vers libres, Padoue, 1556, in-4°, et Venise, 1565, in-8°. Ce n’est pas une simple traduction de l’Œdipe roi de Sophocle. L’auteur y introduisit des épisodes, et y fit des additions, qui divisent l’intérêt et altèrent la simplicité du sujet. Elle fut cependant représentée, avec beaucoup de succès, à Vicence, et ce fut pour cette représentation que le célèbre architecte Palladio éleva, en 1565, le Teatro Olimpico.
- Quelques odes, ou canzoni, adressés aux ducs de Florence et de Ferrare.
- Des arguments en ottava rima, pour tous les chants du Roland furieux de l’Arioste.
- Quatre Capitoli ou satires dans le genre burlesque, imprimées dans plusieurs recueils de pièces de ce genre ; elles sont estimées, la dernière surtout, qui est adressée au cardinal de Trente, et dans laquelle l’auteur parle fort longuement de lui-même sans ennuyer, et trouve le moyen d’être piquant et gai, même en exposant sa misère.